# ソコオキアミ
ソコオキアミ（英語: deep sea krill, 学名: Bentheuphausia amblyops）とは、オキアミの1種。本種のみでソコオキアミ科およびソコオキアミ属を構成する。本種以外のオキアミ85種はすべてオキアミ科に属する。

## 分布
本種は大西洋・北緯40度線以南およびインド洋・太平洋に生息する。海底1,000 m以下の漂泳区分帯で暮らしている。

## 概要
本種はオキアミ科とはいくつかの形態学的差異によって区別される。中でも顕著なものとして本種は発光せず、また腹肢第一対は交接器官に変化していない。また、眼はオキアミ科より小型である。成体は体長4-5 cmほどになる。